# Dennis Lippert (Rennfahrer)
Dennis Lippert (* 1. April 1996 in Brunnthal; † 11. Juni 2019 in Magdeburg) war ein deutscher Motorradrennfahrer.

## Karriere
Lippert wurde im Jahr 2016 mit zehn Siegen in elf Rennen Meister in der 600-cm³-Klasse des Hafeneger-Cups, einer Nachwuchsrennserie. Im folgenden Jahr erreichte er den neunten Gesamtrang beim Deutschen Yamaha-R6-Cup. 2018 nahm er zum ersten Mal an der Internationalen Deutschen Motorradmeisterschaft in der Klasse Supersport 600 teil und belegte den siebten Gesamtrang.
Am 8. Juni 2019 verunglückte Lippert bei einem Rennen der Internationalen Deutschen Motorradmeisterschaft in Oschersleben tödlich. Er stürzte und wurde danach von seinem Konkurrenten Martin Vugrinec am Kopf getroffen. Mit dem Helikopter wurde er in das Universitätsklinikum Magdeburg gebracht, wo er drei Tage später 23-jährig seinen Verletzungen erlag.

## Statistik

### Karrierestationen
- 2016: Hafeneger-Renntrainings Cup (Meister)
- 2017: Yamaha-R6-Cup (Platz 9)
- 2018: IDM Supersport 600 (Platz 7)
- 2019: IDM Supersport 600